# Retterath

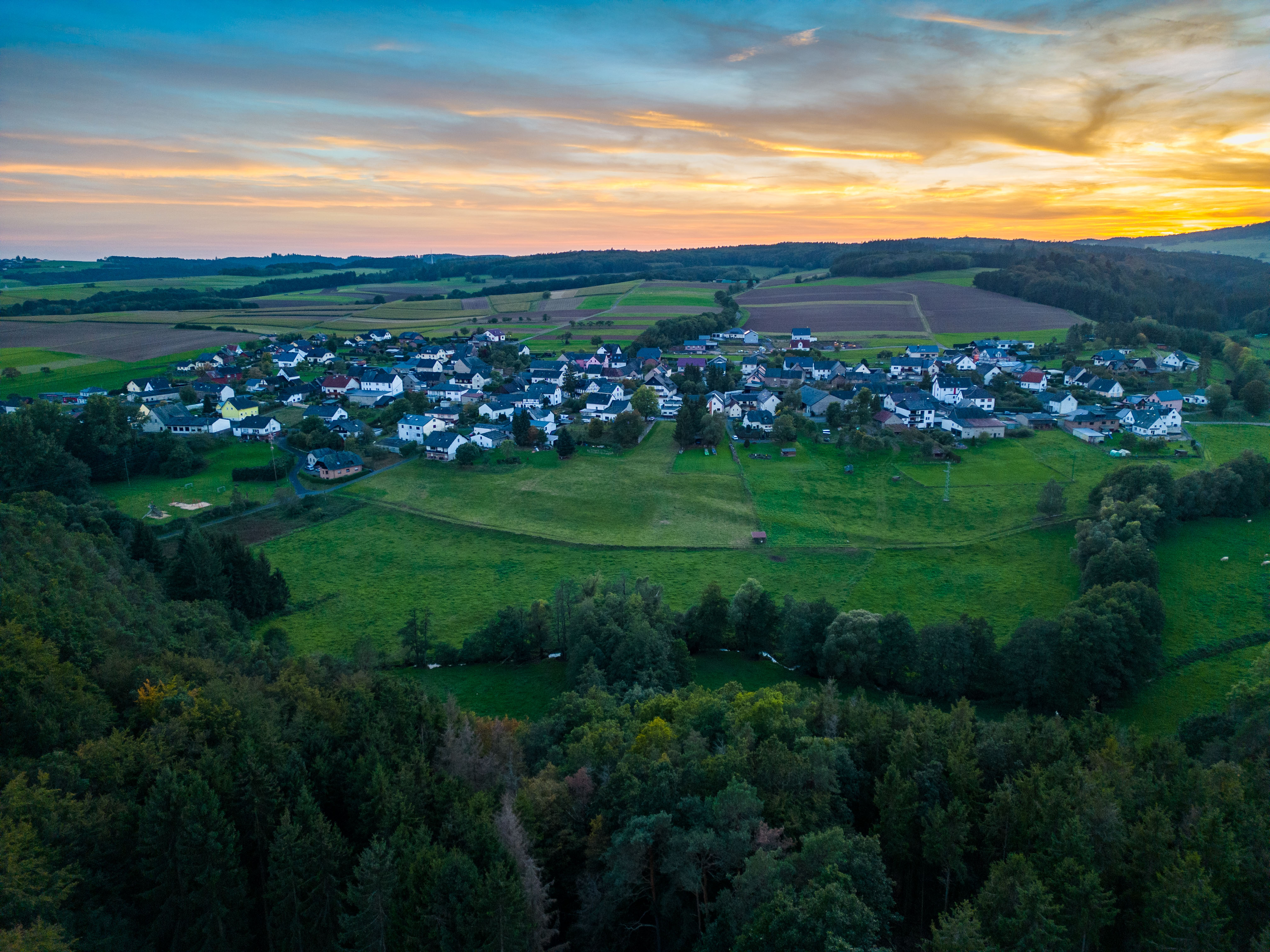
Retterath (2023)

Retterath ist eine Ortsgemeinde im Landkreis Vulkaneifel in Rheinland-Pfalz. Sie gehört der Verbandsgemeinde Kelberg an.

## Geographische Lage
Der Ort liegt in der Eifel.

## Geschichte
Die erste urkundliche Erwähnung des Ortes findet sich in den Urkunden des trierischen Erzbischofs Ruotbert († 956). Seit dem Mittelalter bis zum Ende des 18. Jahrhunderts gehörte Retterath zur Grafschaft Virneburg. 1809 hatte der Ort zusammen mit Arbach und Salcherath eine eigene Gemarkung. Unter preußischer Verwaltung war Retterath Gemeinde in der Bürgermeisterei Virneburg im Kreis Adenau. Nach der Auflösung des Kreises Adenau im Jahr 1932 kam die Gemeinde zum Kreis Mayen. Im Zuge der Verwaltungsreform 1970 wurde die Gemeinde zusammen mit anderen Gemeinden des früheren Amtes Virneburg dem Landkreis Daun (heute Landkreis Vulkaneifel) und der Verbandsgemeinde Kelberg zugeordnet.

## Politik

### Gemeinderat
Der Gemeinderat in Retterath besteht aus acht Ratsmitgliedern, die bei der Kommunalwahl am 9. Juni 2024 in einer Mehrheitswahl gewählt wurden, und dem ehrenamtlichen Ortsbürgermeister als Vorsitzendem.

### Bürgermeister
Lothar Schulz wurde am 8. Juli 2024 Ortsbürgermeister von Retterath. Da für die Direktwahl am 9. Juni 2024 kein Wahlvorschlag eingereicht wurde, erfolgte die Neuwahl gemäß rheinland-pfälzischer Gemeindeordnung durch den Rat, der sich auf seiner konstituierenden Sitzung für Lothar Schulz entschied.
Der Vorgänger von Lothar Schulz, Eckhard Kamenz, hatte das Amt Mitte 2016 von Hermann Hay übernommen, als er es nach sieben Jahren aus gesundheitlichen Gründen niederlegen musste.

### Wappen
| Wappen von Retterath | Blasonierung: „Durch Wellenschnitt von Blau über Gold geteilt, oben eine fliegende weiße Taube mit weißem Ölkrug im Schnabel, unten 7 (4:3) rote Rauten balkenweise.“ |
| Wappen von Retterath | |

## Kultur und Sehenswürdigkeiten

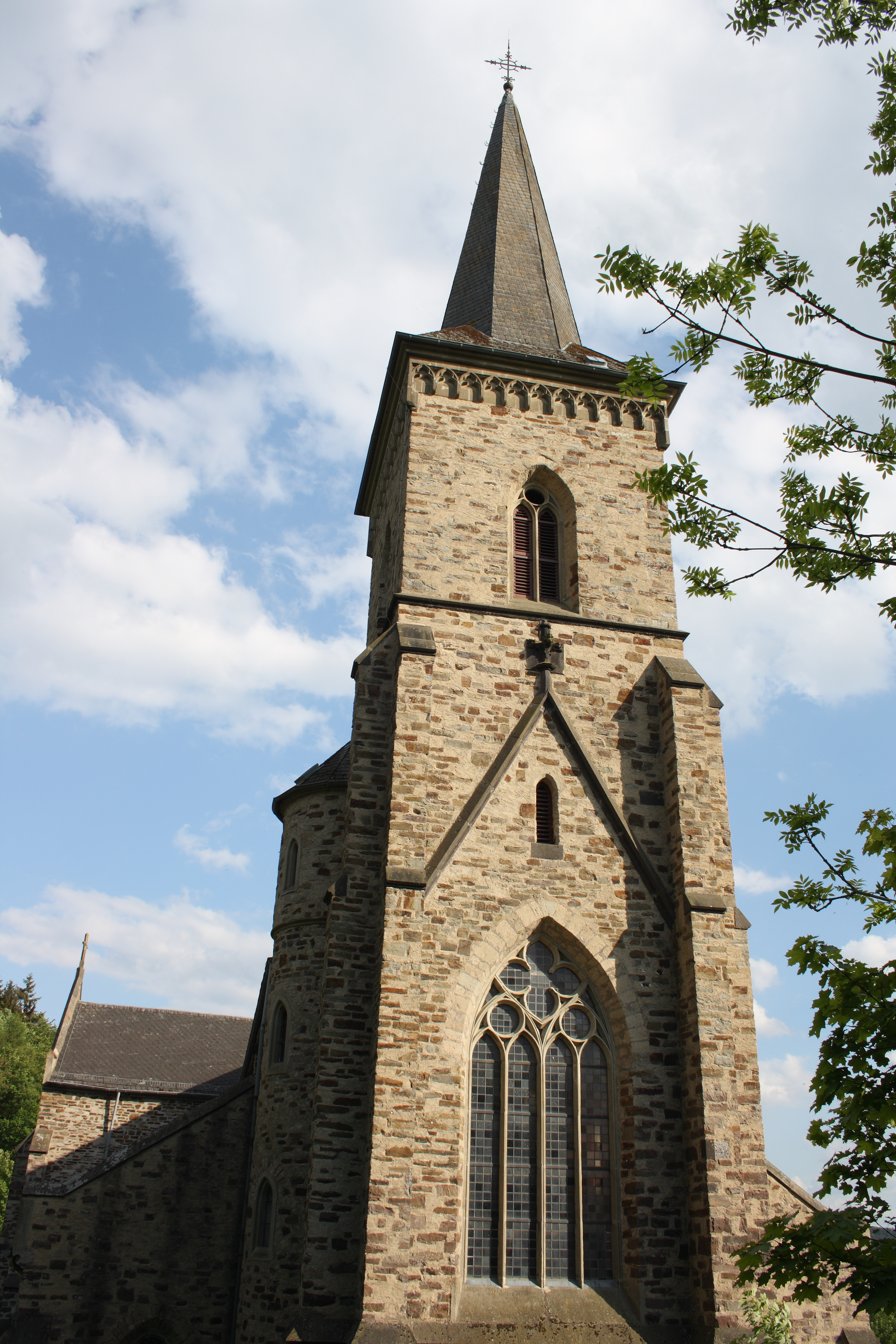
Pfarrkirche St. Remigius

Am östlichen Ortsrand, vom Kernort durch den Elzbach getrennt, befindet sich die St.-Remigius-Kirche. Die katholische Pfarrkirche wurde 1862 im neugotischen Stil errichtet.
Weitere Sehenswürdigkeiten sind in der Liste der Kulturdenkmäler in Retterath aufgeführt.

## Persönlichkeiten
- Karl Jakobs (* 1959), Professor für Experimentelle Teilchenphysik